# リアウ諸島州
リアウ諸島州 (リアウしょとうしゅう、インドネシア語: Kepulauan Riau) は、インドネシアの州。

## 概要
インドネシア北西部のリアウ諸島、アナンバス諸島、ナトゥナ諸島、リンガ諸島、タンベラン諸島などからなる。州都はビンタン島のタンジョン・ピナン。他に代表的な島としてバタム島がある。リアウ州から2004年に分離して設立された。シンガポールの南東に隣接することから、同国からの観光客も多い。
2023年には、レンバン島に中国企業が進出する開発計画が明らかにされるなど、シンガポールに近い地理条件に着目されて各島で開発計画が進んでいる。一方、開発に反対する先住民団体の抗議活動も盛んになっている。